# Kamienica Ilzingerów we Wrocławiu
Kamienica Ilzingerów lub „Kamienica Pod Starą Barwą”, „Stara Farbiarnia” – nieistniejąca kamienica położona przy placu Nowy Targ 21 we Wrocławiu, w południowej pierzei Nowego Targu u wylotu z ulicą św. Katarzyny.

## Historia i architektura kamienicy

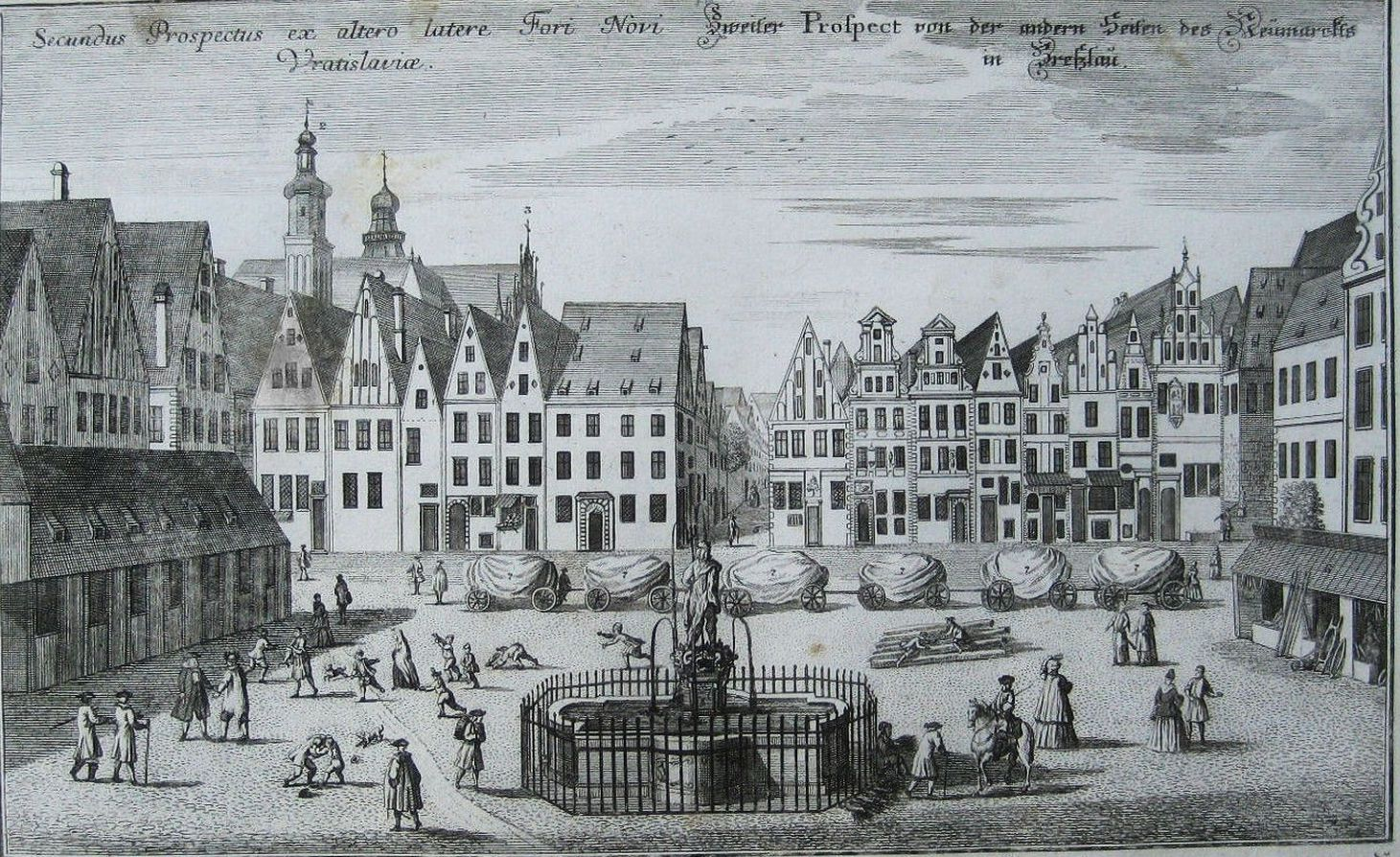
Południowa strona pl. Nowy Targ z widocznymi trzema kamieniczkami (po lewej stronie) wyburzonymi w 1760 roku

Pierwotnie tam, gdzie został wzniesiony budynek Ilzingera, znajdowały się trzy wąskie kamieniczki o średniowiecznym rodowodzie. Są widoczne na rycinie Friedricha Bernharda Wernera opublikowanej w jego pracy „Topographia Seu Compendium Silesiae” w wersji sprzed 1760 roku. W sierpniu 1760 roku, podczas wojny siedmioletniej, podczas bombardowania miasta przez wojska austriackiego marszałka Gideona Laudona, kamienice spłonęły.
W ich miejsce, za sprawą kupca, farbiarza Johanna Gottlieba Ilzingera, w 1765 roku (inne źródła podają 1769 rok) wzniesiono wielką trzypiętrową kamienicę, jedenastoosiową od strony pl. Nowy Targ i od strony ul. św. Katarzyny. Budynek był dwuskrzydłowy, trzytrakatowy, pokryty dachem uskokowym z lukarnami. Elewację budynku wykonano według nowszych trendów zapowiadających klasycyzm, rezygnując m.in. z artykulacji wertykalnej na rzecz podziałów horyzontalnych tworzonych za pomocą wydatnego gzymsu wieńczącego oraz gzymsu przebiegającego na wysokości parteru i drugiego łączącego parapety okien trzeciego piętra. Nad oknami pierwszego i drugiego piętra umieszczono naczółki w postaci prostych odcinków gzymsu. W osi budynku umieszczony był trzykondygnacyjna, trzyosiowa facjata podzielona pilastrami zakończona przerywanym frontonem o narysie łuku wklęsło-wypukłego.
Budynek był przebudowywany w 1860 roku oraz w 1909 roku przez firmę Max Daum Baugeschäft zarządzaną przez Maxa Dauma.
W 1945 roku kamienica została zburzona, a w jej miejsce wzniesiono Biurowiec Navicentrum (rozebrany w 2016 roku).